# Luís Fabiano
Luís Fabiano Clemente Palomino (normalt bare kendt som Luís Fabiano) (født 8. november 1980 i Campinas, Brasilien) er en brasiliansk fodboldspiller, der spiller som angriber. Han har gennem karrieren optrådt for blandt andet portugisiske FC Porto, brasilianske Ponte Preta samt for franske Rennes FC og Sevilla FC i Spanien.
Med Sevilla FC har Luís Fabiano to gange, i 2006 og 2007 vundet UEFA Cuppen. I 2006 var han desuden med til at vinde UEFA Super Cup, ligesom det i 2007 og 2010 blev til triumf i den spanske pokalturnering Copa del Rey. Med FC Porto vandt han i 2004 Intercontinental Cup.

## Landshold
Luís Fabiano står (pr. 24. marts 2018) noteret for 45 kampe og 28 scoringer for Brasiliens landshold, som han debuterede for den 11. juni 2003 i et opgør mod Nigeria. Han var i 2004 med til at vinde Copa América med sit land, ligesom han har deltaget i Confederations Cup i både Confederations Cup 2003 og Confederations Cup 2009. Ved sidstnævnte blev Fabiano topscorer med 5 mål i ligeså mange kampe, da Brasilien tog titlen foran snuden på USA med en 3-2 sejr i finalen. Han blev sidenhen også udtaget til VM i 2010 i Sydafrika.

## Titler
Intercontinental Cup
- 2004 med FC Porto

UEFA Cup
- 2006 og 2007 med Sevilla FC

UEFA Super Cup
- 2006 med Sevilla FC

Copa del Rey
- 2007 og 2010 med Sevilla FC

Copa América
- 2004 med Brasilien

Confederations Cup
- Confederations Cup 2009 med Brasilien